# Charles Stuart (asesino)
Charles "Chuck" Stuart (18 de diciembre de 1959 - 4 de enero de 1990) fue un hombre de Reading, Massachusetts, que asesinó a su esposa embarazada para cobrar el seguro de vida e inflamó tensiones raciales en el área de Boston al acusar del crimen a un asaltante afroamericano ficticio.

## Asesinatos
El 23 de octubre de 1989, Stuart, gerente general de Edward Kakas & Sons, peleteros en Newbury Street, y su esposa embarazada, Carol (de soltera, DiMaiti; nacida el 26 de marzo de 1959, en Boston), una abogada, se subieron a su auto después de asistir a clases de preparación al parto en el Hospital Brigham and Women. De acuerdo con la declaración posterior de Stuart, un pistolero negro con voz rasposa se abrió paso en su coche en un semáforo, les ordenó que condujeran cerca de Mission Hill, les robó, y luego abrió fuego, disparando a Charles en el estómago y a Carol en la cabeza. Stuart luego se movió, a pesar de su herida, llamando al 911 en el teléfono móvil de su automóvil.
Un equipo de filmación del reality show de la CBS Rescue 911 acompañaba en ese momento al personal de Servicios Médicos de Emergencia de Boston y fueron capaces de capturar en directo la dramática escena mientras la policía y los paramédicos asistían a Stuart y su esposa visiblemente embarazada.
Carol Stuart murió esa noche, después que su hijo naciera dos meses antes mediante cesárea de emergencia. El bebé había sufrido traumatismo y falta de oxígeno y, después de ser bautizado como Christopher en el hospital, murió de convulsiones 17 días después que su padre autorizó la interrupción del soporte de vida.
La policía de Boston buscó sospechosos que coincidieran con la descripción de Stuart del agresor. La policía sospechó de un hombre llamado Willie Bennett y el 28 de diciembre, Stuart lo reconoció. Aunque los oficiales de investigación le preguntaron a los doctores sí las heridas de Stuart podían haber sido autoinfligidas, se les dijo que esto era muy poco probable, dada la gravedad de las lesiones, que requirieron dos operaciones.
El caso contra Bennett concluyó abruptamente el 3 de enero, cuando el hermano de Charles Stuart, Matthew, identificó a Charles como el asesino. Matthew admitió que se había encontrado con Stuart esa noche para ayudarlo a cometer lo que iba a ser un fraude al seguro.
A su llegada, Matthew dijo que él había visto que Carol había recibido un disparo, y que su hermano, también herido, al parecer se disparó a sí mismo para apoyar su historia. Matthew tomó el arma y una bolsa con objetos de valor, incluidas las alianzas del matrimonio, y los arrojó desde el puente Pines River en Revere. Los elementos fueron luego recuperados.
Como Stuart había acusado a un hombre negro y luego esto no resultó cierto, las tensiones raciales aumentaron durante un tiempo en Boston.
La policía luego se enteró de que Stuart estaba molesto ante la perspectiva de ser padre, particularmente preocupado por que su esposa no regresara a trabajar y su situación financiera se viera disminuida. Por otra parte, Stuart había estado interesado en Deborah Allen, una empleada de Edward Kakas & Sons, aunque ella negó cualquier relación romántica. Un artículo en The Boston Globe dijo que un cheque de 480.000 dólares se emitió a Charles Stuart en pago de un seguro de vida a su esposa, pero luego esto fue falso, ya que el cheque nunca se encontró.

## Suicidio
El 4 de enero de 1990, horas después de que su hermano fuera a la policía y se dio cuenta de que era el principal sospechoso, Charles Stuart se suicidó saltando desde el puente Tobin, en Chelsea. Una nota fue encontrada en el auto de Stuart, diciendo que él no podía hacer frente a las acusaciones contra él. Su cuerpo fue recuperado al día siguiente del río Mystic.
Matthew Stuart fue acusado de obstrucción a la justicia y fraude al seguro y condenado en 1992 a entre tres y cinco años de prisión. Fue puesto en libertad condicional en 1997 pero luego volvió a ser detenido por tráfico de cocaína. El 3 de septiembre de 2011 fue encontrado muerto por una sobredosis en Heading Home, un refugio para personas sin hogar en Cambridge.